# 598 Octavia
598 Octavia
598 Octavia là một tiểu hành tinh ở vành đai chính. Nó được Max Wolf phát hiện ngày 13.4.1906 ở Heidelberg và được đặt theo tên Claudia Octavia, hoàng hậu La Mã, vợ của hoàng đế Nero.